# جان بری (کارگردان)
جان بری (انگلیسی: John Berry؛ ۶ سپتامبر ۱۹۱۷ – ۲۹ نوامبر ۱۹۹۹) کارگردان فیلم، فیلم‌نامه‌نویس، بازیگر و تهیه‌کننده فیلم اهل ایالات متحده آمریکا بود.
از فیلم‌هایی که وی در آن نقش داشته‌است، می‌توان به غرامت مضاعف، نزدیک نیمه‌شب، تنش، آتول کا، مایا، کلودین، دزدها و عمو هیاتیانت اشاره کرد.